# هجرة اليهود من الاتحاد السوفيتي في تسعينات القرن العشرين
بدأت هجرة اليهود من الاتحاد السوفيتي بشكل جماعي في أواخر الثمانينات عندما فتحت حكومة ميخائيل غورباتشوف حدود الاتحاد السوفيتي الذي أوشك على الانهيار وسمحت لليهود بالمغادرة إلى فلسطين التاريخية. هاجر بين عامي 1989 و2006 حوالي 1.6 مليون يهودي سوفيتي بما فيهم زوجاتهم وأزواجهم وأقاربهم من غير اليهود كما هو محدد في قانون العودة الإسرائيلي. اختار 979,000 الهجرة إلى إسرائيل. وفضل 325,000 الهجرة إلى الولايات المتحدة، و219,000 إلى ألمانيا.